# Klaus Kröger
Klaus Kröger (* 25. Dezember 1920 in Berlin; † 10. November 2010 in Hamburg) war ein deutscher Maler, der in Hamburg lebte und arbeitete.

## Leben und Werk
Klaus Kröger verbrachte seine Jugend in Spanien. Er unternahm ausgedehnte Studienreisen nach Südamerika, nach Skandinavien, Italien, Finnland und nach Griechenland. Von 1949 bis 1952 studierte Kröger am Der Baukreis in Hamburg.
Er begann seine Malerei mit abstrahierten Landschaftsbildern, die er vorwiegend in dunklen Farbtönen und im Schwerpunkt in Grau und Schwarz gestaltete. Er malte teilweise auf aufgerissenen Leinwänden und dann wieder zugenähten Rissen. In Künstlerkreisen nannte man ihn deshalb auch „Teer-Kröger“.
Seine Malerei wurde immer gegenstandsloser. Oft kamen porträtartige Kopfumrisse in seinen Gemälden vor. Seine Malerei reduzierte sich in der verwendeten Farbskala fast nur auf Schwarz, Weiß, Grau und Rot, in einigen Gemälden verwendete er auch Ocker. Er verzichtete bei seinen Bildern oft auf malerische Effekte. In einigen Bildern verwendete er Schriftzeichen, die er allerdings fast unlesbar gemacht hatte.
Im Jahr 1964 wurde Kröger zur Teilnahme an der documenta III in Kassel berufen. 1981 erhielt er ein Arbeitsstipendium der Freien und Hansestadt Hamburg. Im Jahr 1982 wurde ihm der Edwin-Scharff-Preis der Stadt Hamburg verliehen. 1986 war Kröger Ehrengast der Villa Massimo in Rom. Im Jahr 1989 erhielt er ein Arbeitsstipendium der Stiftung Kunstfonds, Bonn. Klaus Kröger war Mitglied des Deutschen Künstlerbundes.
Wichtige Einzel- und Gruppenausstellungen fanden, unter anderem, im Kunstverein Hannover, in der Hamburger Kunsthalle, im Von-der-Heydt-Museum Wuppertal, in der Galerie Hauptmann in Hamburg, im Deutsch-Lateinamerikanischen Kulturkreis in Hamburg, in der Galerie Sala Alta in Cuenca (Spanien), in St. Marien in Lübeck, in der Galerie im Winter in Bremen, der Städtischen Kunsthalle Recklinghausen und der Galerie Cato Jans in Hamburg statt.
Am 10. November 2010 starb Klaus Kröger in Hamburg. Das Forum für Nachlässe von Künstlerinnen und Künstlern übernahm einen Teil seines künstlerischen Nachlasses. Einen weiteren Teil seines Vermächtnisses hinterließ er der Winterfeldtplatz-Gemeinde und Sammlern in Florenz sowie London und Berlin.